# Thiomargarita namibiensis
Thiomargarita namibiensis (у перекладі «Сіркова перлина Намібії») — грам-негативна протеобактерія, знайдена в океанських опадах континентального шельфу. Це найбільша відома сучасна бактерія, до 750 μм (0.75 мм) у розмірі, що робить її легко видимою неозброєним оком.